# Luigi Spadoni
Luigi Spadoni (Borgo a Buggiano, 29 gennaio 1921 – Viareggio, 8 settembre 2010) è stato un calciatore italiano, di ruolo terzino.

## Carriera
Dopo aver mosso i primi passi nel Borgo a Buggiano, nella stagione 1939-1940 approdò al Genova 1893, dove debuttò il 25 gennaio 1942 in una partita contro il Modena conclusosi 6-0. Con la casacca rossoblu disputò quattro campionati di Serie A (più le due stagioni belliche), accumulando complessivamente 60 presenze.
Nella stagione 1946-1947 si trasferì al Bologna dove, in tre stagioni in massima serie, inanellò 71 presenze.
Nella stagione 1952-1953 militò nello Spezia, in IV Serie, retrocedendo al termine dell'annata.